# کارلوس کسیاس
کارلوس کُسیاس (اسپانیایی: Carlos Cosías‎؛ زادهٔ شهر بارسلون) یک خواننده تنور اپرا اهل اسپانیا است.
او دانش‌آموختهٔ «هنرستان عالی موسیقی لوسئو» در بارسلون است و خوانندگی را زیر نظر استادان برجسته‌ای همچون «خائومه فرانسیسکو پوئیگ» و «اِدووارد خیمِه‌نِز» فرا گرفته است و تاکنون برندهٔ جوایز گوناگونی در زمینه آواز و خوانندگی شده است.